# Zwartkeellijster
De zwartkeellijster (Turdus atrogularis) is een vogelsoort in de familie Turdidae.

## Verspreiding en leefgebied
Deze soort broedt in het noorden en midden van Azië (Siberische taiga) tot aan de uitlopers van de Oeral. Deze vogel overwintert in het zuidwesten, zuiden en oosten van Azië.
De vogel is dwaalgast in Nederland. Er zijn 11 bevestigde waarnemingen tussen 1981 en 2018.

## Status
De zwartkeellijster heeft een groot verspreidingsgebied en daardoor is de kans op de status  kwetsbaar (voor uitsterven) gering. De grootte van de wereldpopulatie werd in 2017 geschat op 100.000 tot 500.000 volwassen vogels. Er zijn geen gegevens over trends. Deze lijster staat als niet bedreigd op de Rode Lijst van de IUCN.